# Leonor Zalabata
Leonor Zalabata Torres (Pueblo Bello, 5 luglio 1954) è una scrittrice e politica colombiana.
Appartiene al popolo Arhuaco, che abita la Sierra Nevada de Santa Marta, il Dipartimento di Magdalena, il Dipartimento di Cesar e il Dipartimento di La Guajira, nel nord della Colombia. Nel 2022 il presidente della Colombia, Gustavo Petro, l'ha nominata ambasciatrice colombiana presso l'Organizzazione delle Nazioni Unite.

## Attivismo
Leonor ha una carriera come difensore dei diritti dei popoli indigeni della Colombia. Ha lavorato per gran parte della sua vita per migliorare la rappresentanza politica dei popoli indigeni e aiutarli a sviluppare e proteggere la loro cultura. Tra i processi organizzativi che ha guidato c'è il consolidamento dell'Arhuaco Resguardo e l'emergere della Commissione nazionale per i diritti umani e della Commissione dei territori indigeni della Colombia. Il suo lavoro ha ricevuto riconoscimenti internazionali, vincendo numerosi premi.
Ha ricoperto vari ruoli come delegata e leader indigeno. Partecipò ai tavoli di lavoro nazionali per i diritti indigeni dell'Assemblea nazionale costituente del 1991, mano nella mano con il costituente Lorenzo Muelas, con il quale ha lavorato per delega di un altro leader di Arhuaco, Luis Napoleón Torres, che sarebbe poi stato assassinato , insieme ad Ángel María Torres Arroyo e Antonio Hugues Chaparro Torres, per il loro attivismo politico. È stata anche delegata allo sviluppo dei primi programmi e piani sanitari in difesa dell'autonomia delle autorità tradizionali e organizzative del popolo Arhuaco in Colombia.
Il suo attivismo l'ha portata a guidare una marcia indigena, che nel 1996 ha conquistato pacificamente la sede della Conferenza episcopale colombiana, a Bogotà, e dopo più di un mese ha generato l'installazione di un tavolo di consultazione permanente per la difesa della causa indigena e la creazione di diversi uffici incaricati di monitorare il rispetto dei diritti umani indigeni in Colombia.
Durante i colloqui di pace tra il governo di Andrés Pastrana e le FARC-EP, Zalabata è diventata un partecipante ai colloqui, sostenendo la sua comunità, poiché gli Arhuaco stabiliti nella Sierra Nevada de Santa Marta erano obiettivi dei guerriglieri, così Leonor ha chiesto ai delegati delle FARC-EP di cessare le ostilità contro queste comunità, il che è stato un successo.
Tuttavia, con la fine del processo nel 2002, e l'arrivo del presidente Álvaro Uribe Vélez, i dialoghi guerriglia-Arhuaco hanno continuato in modo irregolare, poiché una direttiva di Uribe vietava alla società civile di negoziare con le FARC-EP, senza il permesso dell'alto governo. Zalabata ha anche avviato conversazioni con il governo e i gruppi paramilitari, affinché riconoscessero l'autonomia della sua comunità sulla giurisdizione della Sierra.
Ha rappresentato i gruppi indigeni in diversi cambiamenti, dal momento che è stata anche delegata dei Popoli Indigeni nelle COP della Convenzione sulla Diversità Biologica.

## Riconoscimenti
- Premio Internazionale Anna Lindhs Human Rights, Minnesfond. 2007[4].
- Candidata per il "Heritage Heroes" dell'UNESCO[5]
- Nel 2019 ha ricevuto il Premio franco-tedesco per i diritti umani "Antonio Nariño" per la difesa del territorio, dell'ambiente e del diritto alla vita[6].